# Фосфолипаза A1
Фосфолипаза A1 (КФ 3.1.1.32, англ. phospholipase A1) — гидролитический фермент, один из типов фосфолипазы, катализирующей процесс элиминирования (отщепления, путём гидролиза) ацильной цепи фосфолипида в положении sn-1. При действии фосфолипазы А1 на фосфолипид образуется 1-лизофосфолипид и жирная кислота. Фосфолипаза А1 является активным компонентом змеинового яда гемолитического действия.